# Władysław Kaśkiw
Władysław Wołodymyrowycz Kaśkiw, ukr. Владислав Володимирович Каськів (ur. 1 grudnia 1973 w Mielnicy Podolskiej w obwodzie tarnopolskim) – ukraiński polityk, z wykształcenia pedagog.

## Życiorys
W pierwszej połowie lat 90. był korespondentem gazety młodzieżowej. Po ukończeniu w 1997 studiów pracował jako aspirant w katedrze historii jednej z kijowskich uczelni. Od 1998 do 2004 działał w organizacjach pozarządowych, w latach 2005–2006 pełnił funkcję doradcy prezydenta Wiktora Juszczenki.
W czasie pomarańczowej rewolucji w 2004 był koordynatorem obywatelskiej kampanii "Pora!", na bazie którego powstał ruch młodzieżowy, a następnie partia polityczna Pora, na czele której stanął Władysław Kaśkiw.
W przedterminowych wyborach w 2007 uzyskał mandat deputowanego do Rady Najwyższej z listy Naszej Ukrainy-Ludowej Samoobrony. Złożył mandat w 2012 przed końcem kadencji. W latach 2010–2014 kierował państwową agencją do spraw inwestycji. W 2017 został w ramach ekstradycji przekazany z Panamy w związku z zarzutami dotyczącymi nadużyć z okresu pełnienia funkcji prezesa tej agencji.
Zajął się prowadzeniem własnej działalności gospodarczej. W 2020 z listy ugrupowania Opozycyjna Platforma – Za Życie uzyskał mandat radnego obwodu zakarpackiego.